# Rataje, Kroměříž
Rataje là một làng thuộc huyện Kroměříž, vùng Zlínský, Cộng hòa Séc.